# Šebkovice
Šebkovice (en allemand : Schöpkowitz) est une commune du district de Třebíč, dans la région de Vysočina, en République tchèque. Sa population s'élevait à 475 habitants en 2020.

## Géographie
Šebkovice se trouve à 6,5 km à l'ouest-nord-ouest du centre de Jaroměřice nad Rokytnou, à 11,5 km au sud-sud-ouest de Třebíč, à 34,5 km au sud-est de Jihlava et à 147 km au sud-est de Prague.
La commune est limitée par Kojetice et Horní Újezd au nord, par Lesůňky à l'est, par Dolní Lažany au sud, et par Babice, Loukovice à l'ouest, et par Čáslavice au nord-ouest.

## Histoire
La première mention écrite de la localité date de 1349.

## Transports
Par la route, Šebkovice se trouve à 7,5 km de Jaroměřice nad Rokytnou, à 14,5 km de Třebíč, à 42 km de Jihlava et à 176 km de Prague.